# Lü Bu
Lü Bu ( pronunciació (?·pàg.)) (mort el 7 de febrer de 199), nom de cortesia Fengxian, va ser un general i un senyor de la guerra que va viure durant el període de la tardana Dinastia Han Oriental de la Xina Imperial. De bell principi un subordinat del senyor de la guerra menor Ding Yuan, el va trair i va fer defecció cap a Dong Zhuo (el senyor de la guerra que controlava el govern central dels Han a principis dels 190). El 192, es va girar contra Dong Zhuo i el va matar després de ser instigat per Wang Yun i Shisun Rui, però després fou derrotat i foragitat per els seguidors de Dong Zhuo.
Del 192 fins a mitjans del 195, Lü Bu va vagar per la Xina central i del nord, consecutivament buscant refugi sota senyors de la guerra com ara Yuan Shu, Yuan Shao, i Zhang Yang. El 194 va aconseguir arrabassar-li la província de Yan al senyor de la guerra Cao Cao, amb l'ajuda d'alguns desertors del bàndol de Cao; tot i això, Cao va recuperar els seus territoris havent passat només dos anys. El 196 Lü Bu es va girar contra Liu Bei que li havia oferit refugi a la província de Xu, i li la va llevar al seu amfitrió. Tot i que anteriorment havia acordat una aliança amb Yuan Shu, va tallar lligams amb ell després que Yuan es va auto-proclamar emperador (traint l'Emperador Xian de Han). Més tard es va unir a Cao i altres per tal d'atacar el fals emperador. No obstant, el 198, va aliar-se amb Yuan Shu de nou i va ser atacat per les forces combinades de Cao i Liu, resultant en la seua derrota a la batalla de Xiapi el 199. Va ser capturat i executat per ordre de Cao.
Tot i que Lü Bu es descriu en fonts històriques i de ficció com un guerrer excepcionalment poderós, també era notori pel seu comportament temperamental. Va canviar d'aliances de manera erràtica i les va trair gratuïtament moltes vegades, també va destacar per les seues pobres habilitats de planificació i gestió. Sempre sospitava dels altres i no sabia tindre a ratlla els seus subordinats. Tots aquests factors van portar a la seua mort. En la novel·la històrica del segle XIV el Romanç dels Tres Regnes es dramatitzen els detalls de la seua vida i alguns elements ficticis – incloent el seu encís amb la donzella de ficció Diaochan – que se li afegeixen per a retratar-lo com un guerrer quasi indiscutible, que també era un desgavell inapel·lable i un impulsiu dejú de moral.

## Servici sota Ding Yuan i defecció cap a Dong Zhuo

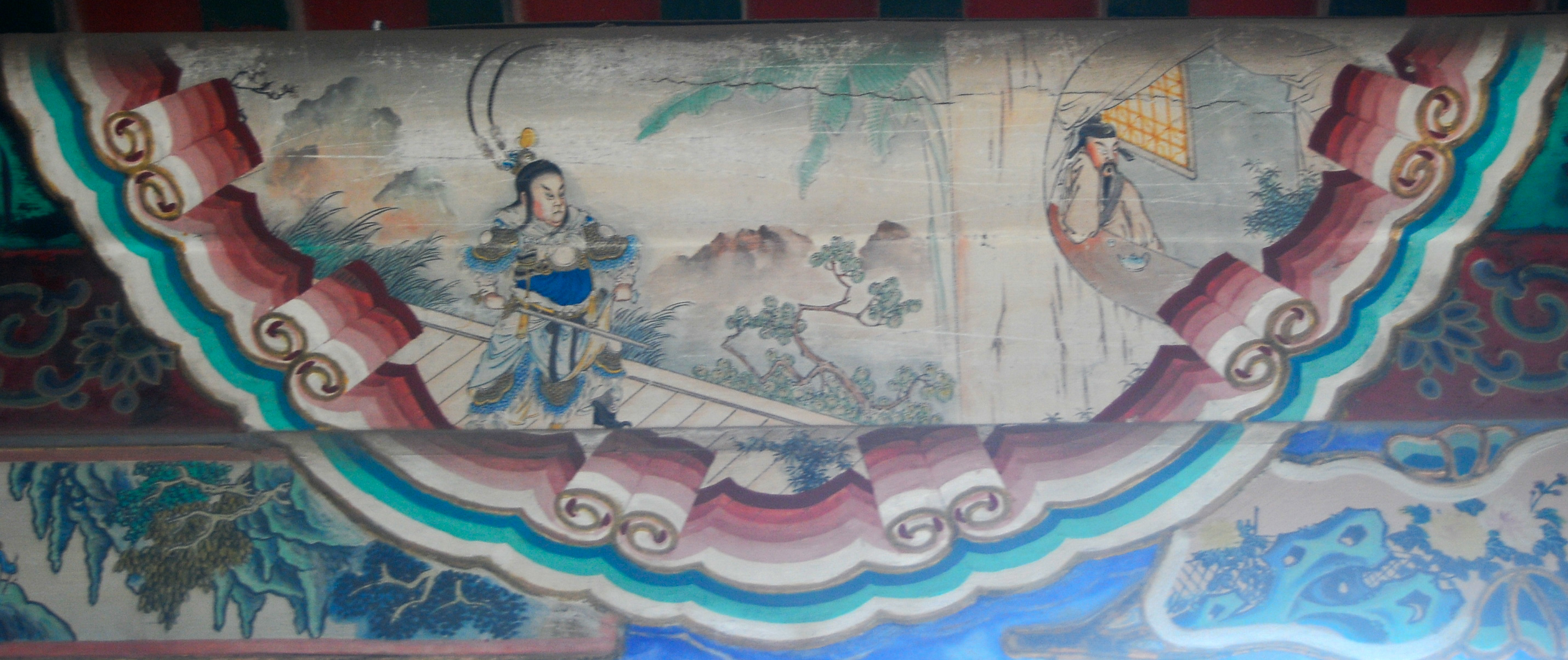
Una il·lustració de Lü Bu matant Ding Yuan (呂布弒丁原) en el Llarg Corredor del Palau d'Estiu, Beijing.

## Prenent la província Xu a Liu Bei

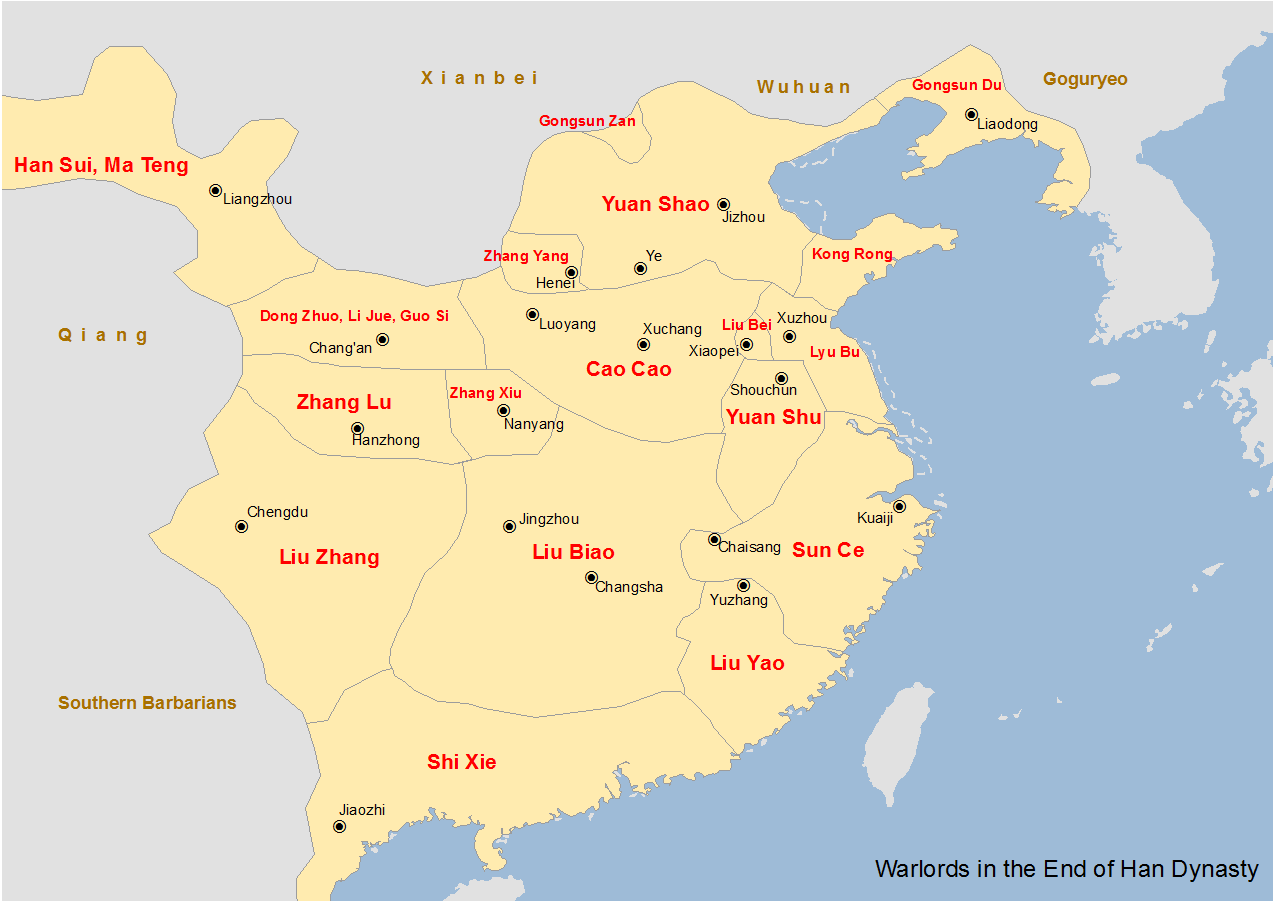
Mapa que mostra els principals senyors de la guerra de la Dinastia Han en la dècada del 190, inclosos els territoris controlats per Lü Bu aprés que li llevara la província de Xu a Liu Bei.

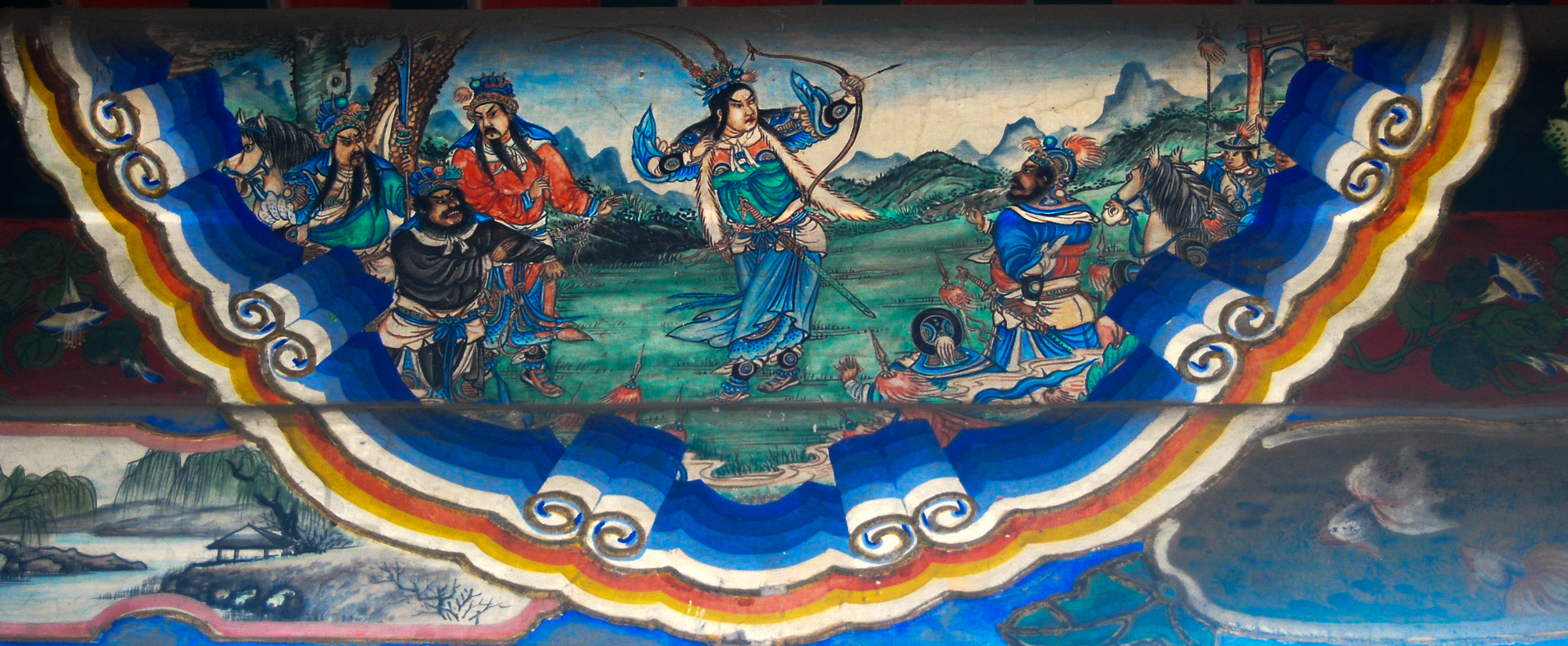
Una il·lustració de Lü Bu disparant a una ji (轅門射戟) en el Gran Corredor del Palau d'Estiu, Beijing.